# Robert Baden-Powell
Lord Robert Stephenson Smyth Baden-Powell (Senere: Baron of Gilwell) (født 22. februar 1857, død 8. januar 1941) var en engelsk nationalhelt, der bl.a. startede spejderbevægelsen efter at have afsluttet en lang militærkarriere, der førte ham til flere lande. Han var i Indien i to perioder og ligeledes to perioder i det sydlige Afrika. Han er militært mest kendt for sin indsats i den anden Boerkrig, hvor han bl.a. forsvarede Mafeking.
Den anden Matabelekrig blev udkæmpet mellem nybyggerne (i Afrika kaldet settlers) og Matabelefolket (nuværende Ndebelefolk) i det område, der i dag hedder Zimbabwe. Under belejringen af Bulawayo, den største by i området, red de to mænd ofte i Matobo-bakkerne, og det var her at Frederick Russell Burnham først introducerede Baden-Powell til de indfødtes livsstil og teknikker, og lærte ham woodcraft, det man nok bedst kan oversætte til det, vi kender som spejderfærdigheder. Baden-Powell havde allerede skrevet en del om rekognoscering og sporing set fra en militær vinkel, men Burnham lærte ham mange nye aspekter, deriblandt om, hvordan man rejser i vildmarken uden kort og kompas, hvordan man opdager fare ved at iagttage dyrene, og de mange måder man kan finde drikkevand på.
Historien fortæller, at han under en belejring fandt ud af, at han kunne aflaste sine regulære soldater ved at anvende børn som medlemmer af signalkorps, som udkiksposter, hospitalshjælpere og i andre funktioner, hvor våbenbrug ikke var nødvendig. Disse børn udgjorde "The Mafeking Cadets". Det må understreges, at det ikke dengang ansås som forkert at bruge børn i krig, men at det faktisk var normalt med børnesoldater, selv om børnene ikke kunne håndtere datidens tunge geværer.
Kvaliteten af det arbejde, børnene udførte, imponerede ham, og han brugte disse erfaringer i sit første spejderarbejde i civilt regi.
En af de ting, der fik ham til at realisere sine ideer, var en opvisning med Boys Brigade, hvor han overværede drenges eksercits. Han mente, at raske drenge burde have andre og sundere interesser, så han begyndte at omskrive sit lærestof Aids for Scouting, der var beregnet på militære spejdere, altså rekognoscering. Resultatet var en række hæfter – Scouting for Boys – der blev revet væk hos bladhandlerne.
En god ven gav Baden-Powell lov til at holde en lejr med nogle udvalgte drenge på Brownsea Island i 1907 for at ideen om en større bevægelse kunne afprøves. At spejderne senere blev uniformerede, har intet med militær tankegang at gøre. Formålet var en synliggørelse af bevægelsen, en praktisk påklædning, og ikke mindst at undgå synlig forskel på rig og fattig. (Drenge)spejderbevægelsen grundlagdes i 1908.
Baden-Powell skrev en række bøger gennem livet. Indtil sidst i 1890'erne var det mest lærebøger for hæren samt skitser (han var en habil tegner og i øvrigt også ivrig amatørskuespiller), mens de senere værker mest var til inspiration for drenge og – senere – spejderledere. Et lille udpluk af bibliografien:
- 1884 Reconnaissance and Scouting
- 1885 Cavalry Instruction
- 1897 The Matabele Campaign
- 1899 Aids to Scouting for N.C.O.s and Men
- 1908 Scouting for Boys, i seks dele.
- 1911 Scouting for Boys, complete edition
- 1912 Handbook for Girl Guides (i samarbejde med søsteren Agnes Baden-Powell)
- 1918 Girl Guiding

Som det ses var pigespejderbevægelsen næsten samtidig med drengene. Allerede ved et af de første store stævner (jamborees) stødte Baden-Powell på en lille flok piger, der havde taget Scouting for Boys til sig. Det var nyt for Baden-Powell, der ikke havde tænkt den tanke, at det kunne være interessant for piger. Efter nogle diskussioner gik hans søster Agnes i 1910 ind i spejderbevægelsen for at tage sig af pigerne, og det førte til oprettelsen af pigespejderne (Girl Guides).
I 1912 mødte han en ung kvinde, Olave Soames (22. februar 1889 – 26. juni 1977), på en sørejse. De faldt hurtigt i snak og fandt ud af, at de havde mange ting til fælles, og de giftede sig 30. oktober 1912 med en aldersforskel på 32 år. Med tiden fattede Olave Baden-Powell dybere interesse for pigespejderne og overtog pigespejderkorpset fra Agnes. Deres fælles fødselsdag 22. februar kaldes blandt spejdere Tænkedag og fejres verden over. Til deres død var de verdensspejderchefer for hvert deres korps (WOSM og WAGGGS).
I 1939 indstilledes Baden-Powell til Nobels fredspris. KFUM-Spejderne i Danmark og Det Danske Spejderkorps var blandt anbefalerne, idet de i fællesskab skrev en indstilling til Nobelkomiteen. Da 2.verdenskrig netop brød ud i 1939, valgte Nobelkomiteen ikke at uddele prisen dette år.
En af de kendteste biografier om Baden-Powell er skrevet 1964 af Green-bar-Bill (William Hillcourt), en højt anset spejderleder i USA. Sit efternavn tog han for nemheds skyld, da han var født i Danmark med navnet Bjerregaard.